# Hidroimpresión

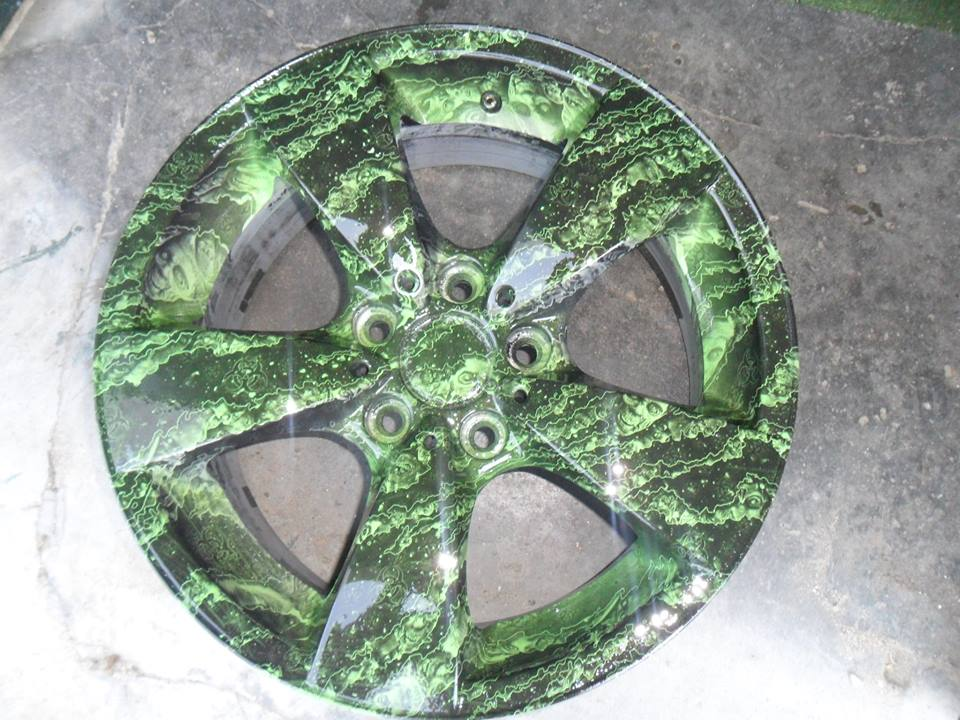
Una llanta automotriz impresa mediante hidroimpresión

La impresión por transferencia de agua, también conocida como impresión por inmersión, imágenes por transferencia de agua, hidroinmersión, veteado de agua, impresión cúbica, hidrográfica o hidrográfica, es un método para aplicar diseños impresos a superficies tridimensionales. Las combinaciones resultantes pueden considerarse arte decorativo o arte aplicado. El proceso hidrográfico se puede utilizar en metal, plástico, vidrio, maderas duras y varios otros materiales.

## Historia
El origen exacto del proceso de impresión por transferencia de agua no está claro. Sin embargo, el primer aparato hidrográfico registrado para una patente estadounidense fue Motoyasu Nakanishi de Cubic Engineering KK el 26 de julio de 1982. Su resumen dice: "[un] aparato de impresión provisto de una estructura que suministra una película de transcripción a un recipiente de transcripción que contiene un líquido de modo que la película de transcripción se mantiene a flote sobre el líquido, una estructura que hace que el líquido fluya en una dirección en la que se suministra la película y una estructura que sumerge oblicuamente un artículo a imprimir en el líquido en la cuba de transcripción desde una posición corriente arriba a una posición corriente abajo del líquido ".

## Uso
El proceso de hidroimpresión se utiliza ampliamente para decorar elementos que van desde vehículos todo terreno y salpicaderos de automóviles, hasta elementos pequeños como cascos de bicicleta u otros adornos automotrices. Las películas se pueden aplicar a todo tipo de sustratos, incluidos plástico, fibra de vidrio, madera, cerámica y metal. En su mayor parte, si el artículo se puede sumergir en agua y se puede pintar utilizando técnicas tradicionales, entonces se puede utilizar el proceso de hidroimpresión.

## Proceso

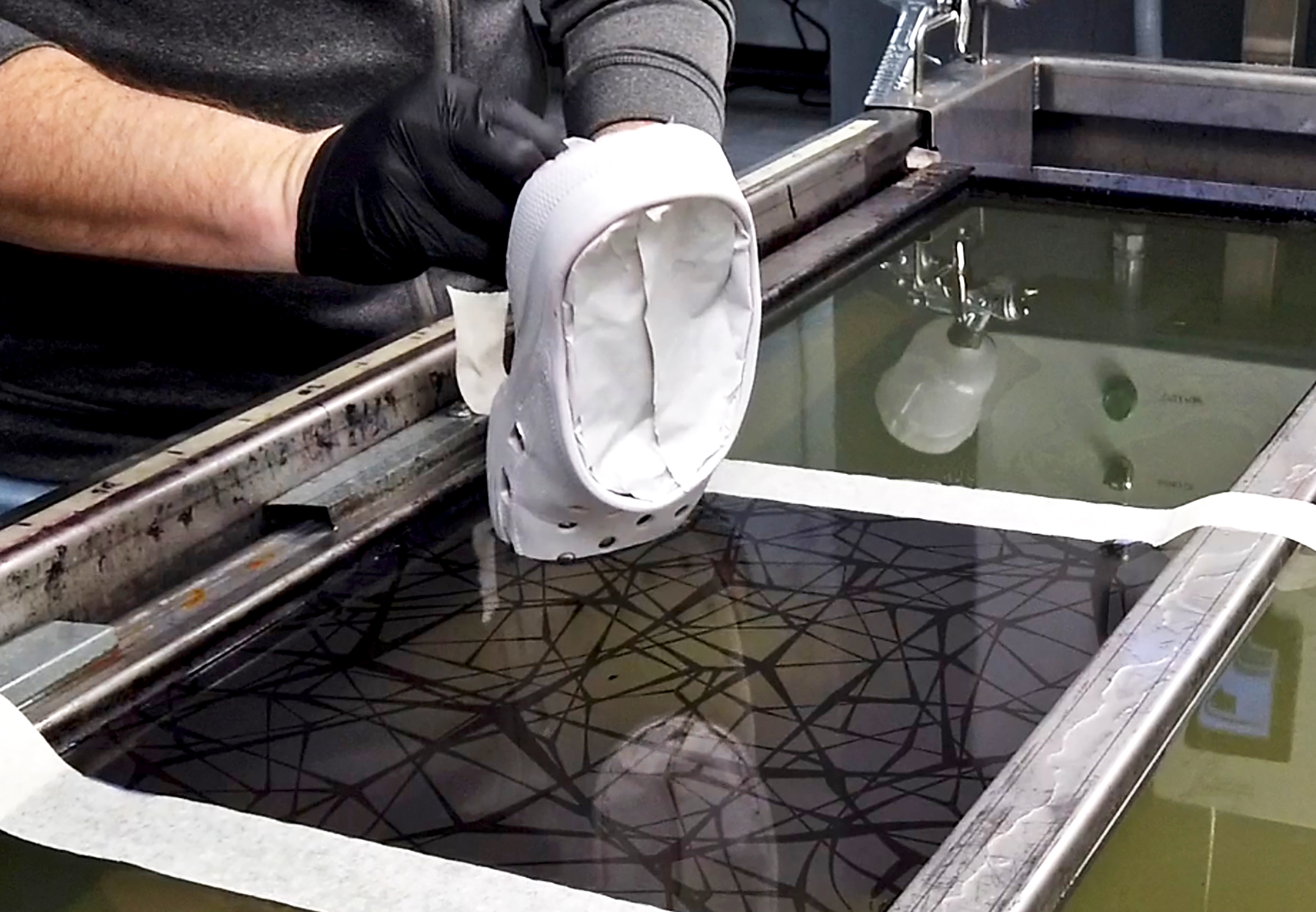
Normalmente, un sustrato debe sumergirse en un ángulo de aproximadamente 45°

En el proceso, la pieza de sustrato que se va a imprimir primero pasa por todo el proceso de pintura: preparación de la superficie, imprimación, pintura y recubrimiento transparente. Dependiendo de algunos tipos de plásticos, es posible que algunos sustratos también necesiten ser tratados con llama antes de aplicar una capa base. Una película hidrográfica de PVA, que ha sido impresa con una imagen gráfica deseada utilizando tintas de látex o pigmentos, se coloca cuidadosamente sobre la superficie del agua en el tanque de inmersión. La temperatura del agua recomendada para el tanque de inmersión es de 32 °C (90 °F). La película hidrográfica transparente es soluble en agua y debe permanecer sobre el agua durante 60-75 segundos antes de rociar con la solución activadora. Con un respirador ajustado de forma segura, la película se rocía con una solución activadora para disolver la película y devolverla a su estado fluido. Si se comienza a sumergir, la tensión superficial del agua permitirá que el patrón se curve alrededor de cualquier forma. A continuación, se aclara a fondo cualquier residuo restante. La tinta se adhiere a la superficie deseada y no se puede lavar fácilmente. Luego se deja secar.

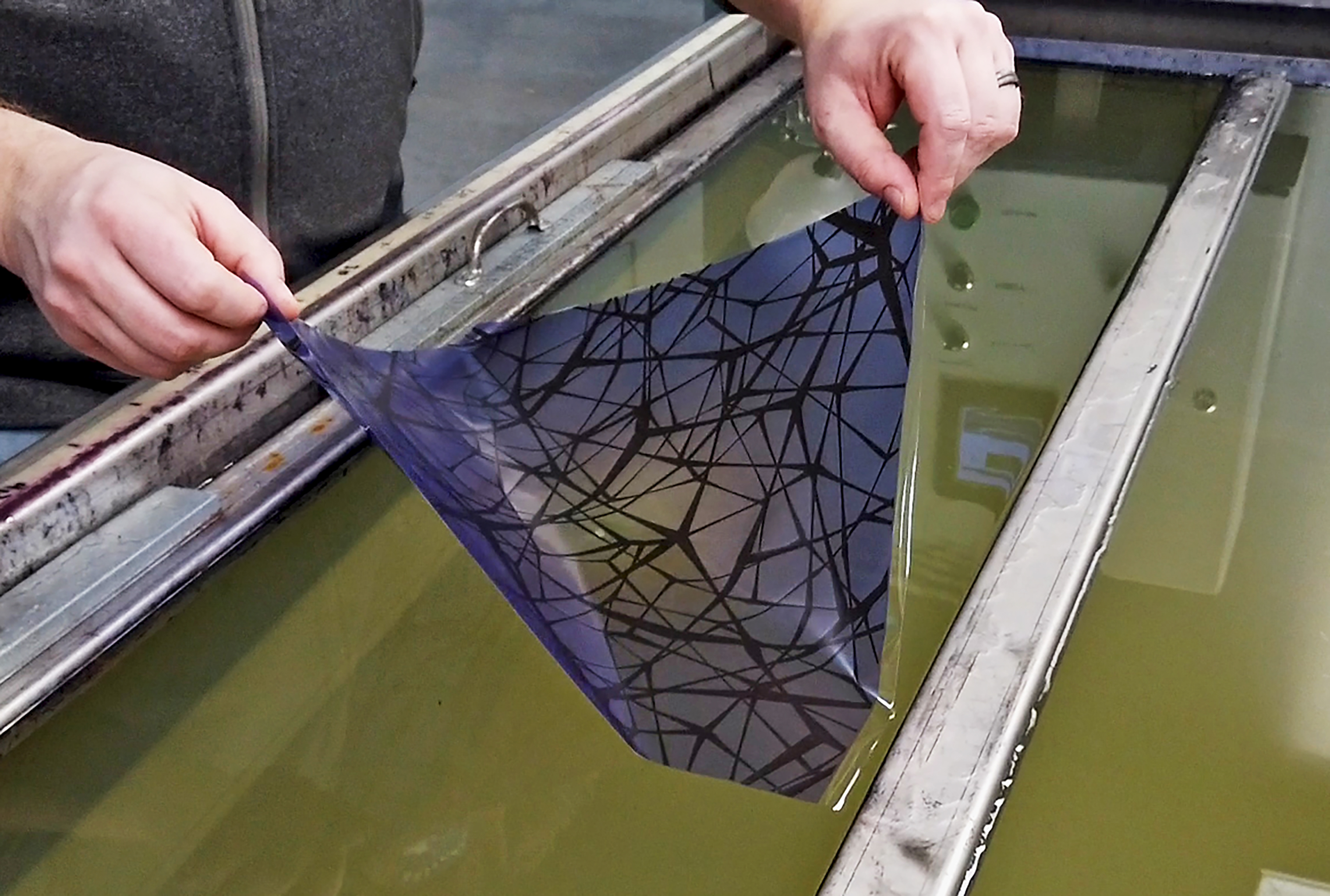
Antes de colocar la película hidrográfica sobre la superficie del agua, lo mejor es colocar el rollo de película en una esquina lenta y suavemente sobre el agua en la otra esquina. Evite que aparezcan burbujas de aire debajo de la película.

La adhesión es el resultado de que los componentes químicos del activador suavizan la capa de la capa base y permiten que la tinta se adhiera a ella. Una de las causas más comunes de no lograr la adhesión entre las dos capas es un activador mal aplicado. Esto puede deberse a que se está aplicando demasiado activador o muy poco.